# 在日ポーランド人
在日ポーランド人（ざいにちポーランドじん）は、日本に一定期間在住するポーランド人ないしポーランド国籍の人々である。また、日本に帰化や亡命した人、およびその子孫のことをポーランド系日本人と呼ぶ。

## 概要
2015年末現在、日本に90日を超えて滞在し、外国人登録を行っているポーランド国籍者は1,653人。在留資格別に見ると技能の435人が最も多く、次いで永住者が379人、留学195人、日本人の配偶者等が178人となっている。都道府県別では歴史的な背景から長崎県に最も多く451人となっている。

## 歴史
日本におけるポーランド人の歴史は古く、1861年に長崎にポーランド系ユダヤ人が移住している。
実質的にロシア帝国に支配されていたポーランド立憲王国時代、多数のポーランド人がポーランド独立主義者の流刑の地として極東ロシアへ送り込まれた。特に樺太に移住する者も多く、ポーツマス条約によりロシア帝国から大日本帝国に編入された南樺太には、祖国に引き揚げないでそのまま残留し続けたスラヴ系住民が存在し、その中にポーランド人も多数いたことが知られている。日本領となった後、彼らにはポーランド国籍が与えられ、在日ポーランド人として日本人と共存していた。また、ロシア革命が勃発した前後、極東シベリアから日本に亡命してきた白系ロシア人の中には、日本での生活上の利点からロシア人としてロシア語を使用していたものの、実際にはポーランド人も多数含まれていた。特にユダヤ系ポーランド人も多く含まれていた。
ポーランド独立時の戦争により多くの人が犠牲となり、また飢えなどで死ぬ人も多く、結果的にシベリアに多数のポーランド孤児が発生した。せめて子供たちだけでも祖国へ送り返すことができないものかとの思いから、1919年9月ウラジオストク在住のポーランド人によって、「ポーランド救済委員会」が組織された。しかし、1919年にポーランド・ソビエト戦争が始まったことで、シベリア鉄道で祖国へ送り返すことが不可能となった。この時期、ポーランド在住のユダヤ系住民が捕虜として大量にシベリアに搬送された。ポーランド救済委員会が欧米・中南米や中東など世界各国へ援助を求めた。日本政府は受け入れを打診し、日本政府のポーランド孤児の受け入れが決定した。1920年から1922年にかけて、数回にまたがり合計765名のシベリアのポーランド孤児を受け入れた。さらに、孤児たちの世話役として65名のポーランド人の大人も受け入れ、東京や大阪など日本各地で厚い保護の元、1年ほど生活した。その後、孤児たちは無事にポーランドへ帰還、この中には多くのユダヤ系ポーランド人が含まれていた。
1941年には杉原千畝によるビザ発給などによりポーランド出身のユダヤ人難民が神戸に移住し、その後、太平洋戦争による影響のため、上海へと移住した。

## 著名な在日ポーランド人・ポーランド系日本人
- ALEXA - 女性ファッションモデル。
- カロリーナ・フォルタン - 日本将棋連盟所属の女流棋士。
- クリストファー・W・A・スピルマン - 歴史学者。ポーランド系ユダヤ人。
- シモン・ゴールドベルク - ヴァイオリニスト。ユダヤ人。
- ゼノ・ゼブロフスキー - フランシスコ会修道士
- ブロニスワフ・ピウスツキ - 文化人類学者。アイヌ研究家。現在でもピウスツキ家の子孫は日本在住。
- マキシミリアノ・コルベ - 戦前に主に宣教師として長崎に滞在したカトリック司祭。
- 藤本彰 - ポーランド名Wiesław Romanowski。ポーランドから帰化。実業家・工学博士。
- 加藤シルビア - TBSアナウンサー。母がポーランド人。
- 深月ユリア - 女優・占い師・モデル。母がポーランド人。
- ナポ - 太田プロダクション所属でR-1ぐらんぷりにも出場したお笑い芸人。母がポーランド人。